# Armstrong Whitworth F.K.10
Armstrong Whitworth F.K.10 là một loại máy bay tiêm kích của Anh, do hãng Armstrong Whitworth chế tạo trong Chiến tranh thế giới I.

## Biến thể
F.K.9

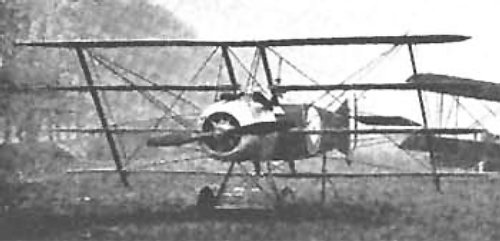
F.K.10

## Quốc gia sử dụng
Anh Quốc
- Quân đoàn Không quân Hoàng gia
- Cục Không quân Hải quân Hoàng gia

## Tính năng kỹ chiến thuật (F.K.10 (130 hp Clerget))
Dữ liệu lấy từ Warplanes of the First World War, Fighters Volume One, Great Britain 
Đặc điểm tổng quát
- Kíp lái: 1
- Chiều dài: 22 ft 3 in (6,78 m)
- Sải cánh: 27 ft 10 in (8,48 m)
- Chiều cao: 11 ft 6 in (3,50 m)
- Diện tích cánh: 390 ft² (26,3 m²)
- Trọng lượng rỗng: 1.236 lb (562 kg)
- Trọng lượng có tải: 2.019 lb (918 kg)
- Động cơ: 1 × Clerget 9B, 130 hp (97 kW)

 Hiệu suất bay 
- Vận tốc cực đại: 73 kn (84 mph, 135 km/h) trên độ cao 6.500 ft (2.000 m)
- Trần bay: 10.000 ft (3.050 m)
- Tải trên cánh: lb/ft² (kg/m²)
- Công suất/trọng lượng: hp/lb (W/kg)
- Thời gian bay: 2½ giờ
- Lên độ cao 10.000 ft (3.050 m): 37 phút 10 giây

Trang bị vũ khí

- 1 × Súng máy Vickers .303 in (7,7 mm) và 1 × Súng máy Lewis.303 in (7,7 mm)